# 潘萨·赫姆维邦
潘萨·赫姆维邦（พรรษา เหมวิบูลย์，1990年7月8日—），泰国足球运动员，司职后卫。現效力於泰超俱乐部武里南联，也代表泰国国家足球队。

## 荣誉

### 俱乐部
武里南联
- 泰國甲組足球聯賽冠军：2017、2018、2021–22、2022–23
- 泰國足總盃冠军：2021–22、2022–23
- 泰國聯賽盃冠军：2021–22、2022–23
- 泰國冠軍盃冠军：2019